# Епархия Урци
Епархия Урци (лат. Dioecesis Urcitana) — титулярная епархия Римско-Католической церкви.

## История
Античный город Урци находился в римской провинции Карфагеника и в первые века христианства был центром одноимённой епархии, которая входила в митрополию Толедо.
Епархия Урци прекратила своё существование в VIII веке во время Арабского завоевания Принейского полуострова.
С 1970 года епархия Урци является титулярной епархией Римско-Католической церкви.

## Титулярные епископы
- епископ Франциск Ксаверий Сангун Суваннасри (3.04.1970 — 22.12.1970);
- епископ Philip Sulumeti (28.05.1972 — 9.12.1976) — назначен епископом Кисуму;
- епископ Jean-Paul Labrie (4.04.1977 — 29.07.2001);
- епископ Oscar Azarcon Solis (11.12.2003 — по настоящее время).

## Источник
- Annuario Pontificio, Libreria Editrice Vaticana, Città del Vaticano, 2003, стр. 927, ISBN 88-209-7422-3